# Hikari to Tomoni
Hikari to Tomoni… ~Jiheishōji o Kakaete~ (光とともに…〜自閉症児を抱えて〜?) es una serie de manga dramático escrita e ilustrada por Keiko Tobe. Inició su serialización en la revista de manga josei For Mrs. de la editorial Akita Shoten, se compilaron en total 15 tomos en formato tankōbon. La editorial americana Yen Press publicó el manga hasta septiembre de 2011. El manga recibió el premio de excelencia en manga del Japan Media Arts Festival en 2004 y fue adaptada a una serie de drama para televisión, se transmitió desde abril hasta junio de 2004, el drama ganó varios premios incluyendo mejor drama en la edición número 41 del Television Drama Academy Awards de Japón.

## Argumento
Tras el nacimiento de su hijo, Sachiko se da cuenta poco a poco de que su hijo es un poco diferente al resto, en una visita con el médico el bebé de un año y medio es diagnosticado con autismo; la madre no muestra mucho conocimiento de la condición de su hijo e intenta con la ayuda de sus amigos y compañeros a criar a su hijo para enfrentarse a la vida y a la sociedad, se observa la dura vida tanto de los padres como del hijo en una escuela con profesores especiales, con lo duro que lidiar, Sachiko y Hikaru hacen amistades y compañeros que les ayudan a sobrellevar todos los problemas y enfrentarlos con esperanza.

## Personajes

### Familia Azuma
Sachiko Azuma (東 幸子?)
Es la madre de Hikaru, una joven que se enfrenta a las dificultades de criar a un niño con autismo, su indiferente esposo y la sociedad que la culpa. Con la ayuda del varias buenas personas comienza a tener esperanza y criar a su hijo sin prejuicios.
Masato Azuma (東 雅人?)
Es el esposo de Sachiko y padre de Hikaru. Tiene un puesto importante en una compañía, al principio se avergonzaba de su hijo por su condición pero afrontó la situación e intenta criarlo junto con su esposa.
Hikaru Azuma (東 光?)
El hijo de Sachiko. Tras nacer mostró comportamientos extraños como miedo a ser cargado y no se juntaba con otros niños de su edad, un año después es diagnosticado oficialmente con autismo. Es un chico que emite sonidos que molestan a su madre pero además le encantan los trenes, conociendo de memoria casi todos los modelos. En el transcurso de la historia desarrolla varias habilidades rápidamente como cocinar y pintar.
Kanon Azuma (東 花音?)
La segunda hija de Sachiko. Una chica normal que intentará cuidar de su hermano.

### Profesores
Shigeru Aoki (青木 繁?)
Un maestro de educación especial de la Escuela Shichigatsu; es inteligente y optimista, ayudó mucho a cuidar de Hikaru.
Noriko Wakabayashi (若林 紀子?)
Una de las maestras de la Escuela Shichigatsu que trabaja junto a Aoki para apoyar a los estudiantes.
Gunji (郡司先生?)
Es una maestra apasionada de educación especial, al principio tenía problemas para cuidar de los niños pero ganó mucha experiencia gracias a su pasión en el trabajo.

### Otros
Miu Honda (本田 美羽?)
Una alumna de la escuela Shichigatsu, su madre no sabía de su autismo hasta que fue diagnosticado por un profesor.
Moe Nakajima (中島 萌?)
Amiga desde pequeña de Hikaru, es una chica atenta que quiere ser profesora de preescolar.
Hisako Nakajima (中島 久子?)
Es la madre de Moe, viven con su abuela; al principio no acepta a Hikaru pero observa que es buen amigo de su hija.
Kanata Tanaka (田中 海七太?)
Una amiga de la infancia de Hikaru, se convierte en idol adolescente, se muda por cuestiones familiares y de trabajo.

## Manga
El manga inició su serialización en la revista For Mrs. de la editorial Akita Shoten, en total fueron compilados 15 volúmenes en formato tankōbon; la editorial americana Yen Press licenció el manga.

### Lista de volúmenes
| N.º | Título       | Fecha de lanzamiento    | ISBN original          |
| --- | ------------ | ----------------------- | ---------------------- |
| 1   | «Volumen 1»  | 19 de julio de 2001     | ISBN 978-4-253-10433-3 |
| 2   | «Volumen 2»  | 21 de febrero de 2002   | ISBN 978-4-253-10434-0 |
| 3   | «Volumen 3»  | 31 de octubre de 2002   | ISBN 978-4-253-10441-8 |
| 4   | «Volumen 4»  | 24 de abril de 2003     | ISBN 978-4-253-10442-5 |
| 5   | «Volumen 5»  | 4 de diciembre de 2003  | ISBN 978-4-253-10443-2 |
| 6   | «Volumen 6»  | 3 de junio de 2004      | ISBN 978-4-253-10444-9 |
| 7   | «Volumen 7»  | 25 de noviembre de 2004 | ISBN 978-4-253-10445-6 |
| 8   | «Volumen 8»  | 28 de mayo de 2005      | ISBN 978-4-253-10455-5 |
| 9   | «Volumen 9»  | 28 de noviembre de 2005 | ISBN 978-4-253-10456-2 |
| 10  | «Volumen 10» | 28 de agosto de 2006    | ISBN 978-4-253-10457-9 |
| 11  | «Volumen 11» | 28 de mayo de 2007      | ISBN 978-4-253-10581-1 |
| 12  | «Volumen 12» | 28 de noviembre de 2007 | ISBN 978-4-253-10582-8 |
| 13  | «Volumen 13» | 28 de abril de 2008     | ISBN 978-4-253-10583-5 |
| 14  | «Volumen 14» | 28 de enero de 2009     | ISBN 978-4-253-10584-2 |
| 15  | «Volumen 15» | 3 de junio de 2010      | ISBN 978-4-253-10585-9 |